# Liacarus coracinus
Liacarus coracinus är en kvalsterart som först beskrevs av Koch 1841.  Liacarus coracinus ingår i släktet Liacarus och familjen Liacaridae.

## Underarter
Arten delas in i följande underarter:
- L. c. coracinus
- L. c. simplex